# میتلهاوزن

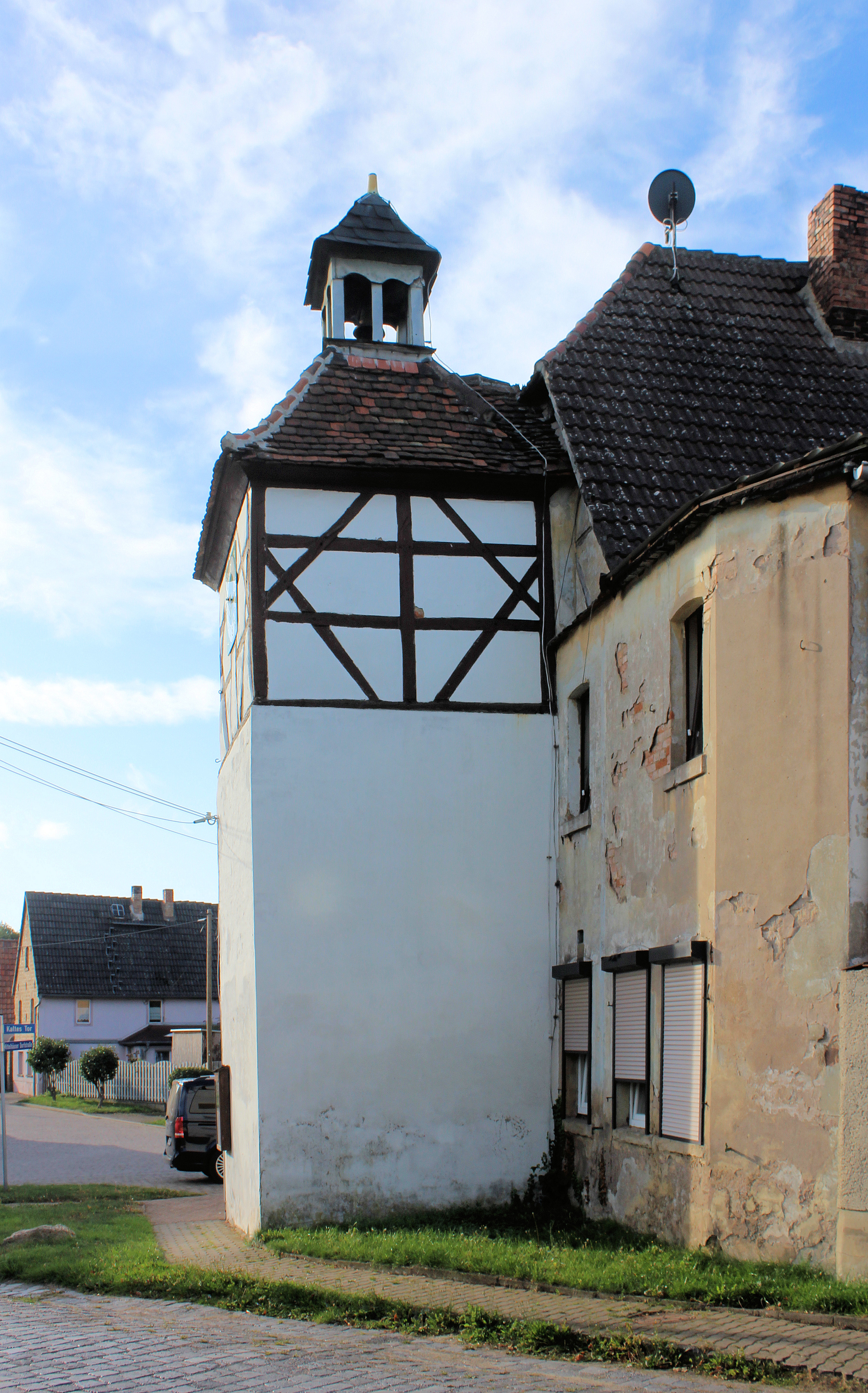
برج ساعت

میتلهاوزن (به آلمانی: Mittelhausen) یک منطقهٔ مسکونی در آلمان است که در آل‌اشتد واقع شده‌است. میتلهاوزن  ۵۹۰ نفر جمعیت دارد.